# Termas romanas de Lucus Augusti
Las termas romanas de Lugo son los restos del antiguo balneario romano situado a orillas del río Miño, cerca del antiguo puente romano. Declaradas Monumento Histórico-Artístico en 1931, hoy las antiguas termas romanas forman parte de las instalaciones del Hotel Balneario de Lugo. La construcción de estos baños es contemporánea a la fundación de la ciudad, alrededor del año 15 a. C.. El recinto mejor conservado de las instalaciones es el apodycterium, el vestuario.

## Descripción
La instalación de termas y balneario era esencial dentro de la Roma antigua, por lo que se abrieron al mismo tiempo que se fundaba Lucus Augusti. Recibían agua de un manantial termal con propiedades minero-medicinales, con aguas sulfurado-sódicas y carbonatadas que brotan a 43,8 °C. Estas aguas son explotadas aún en la actualidad dentro del Hotel Balneario de Lugo.
El apodycterium es la parte mejor conservada. Este lugar para desnudarse consiste en una gran sala con pavimento de opus signinum, un material de uso común compuesto de rebo de teja y ladrillo con cal. Al fondo de la sala hay dos puertas en arcos que dan paso a diversas estancias, incluida una pared con dieciocho hornacinas usadas a modo de armario para guardar la vestimenta y los objetos personales.
Otra de las zonas visitables es la antigua sala de baños, con forma abovedada. Había tres áreas diferenciadas: el frigidarium, para baños fríos; el tepidarium, para baños templados, y el caldarium, para baños calientes. En épocas posteriores esta sala fue convertida en capilla cristiana.

## Para más información
- Meijide Cameselle, G.; Herves Raigoso, F (2000). «Un nuevo espacio en las termas de Lugo».  En Fernández Ochoa, C.; García Entero, V., eds. II Coloquio Internacional de Arqueología en Gijón. Termas romanas en el Occidente del Imperio (Ayuntamiento de Gijón). ISBN 8489880379.